# Великий Бар'єрний риф
18°17′ пд. ш. 147°42′ сх. д. / 18.283° пд. ш. 147.700° сх. д.
Вели́кий Бар'є́рний риф — найбільша у світі система коралових рифів, розташована в Кораловому морі, уздовж східного узбережжя Австралії, біля узбережжя штату Квінсленд. Простягається на 2300 км з півдня на північ, починаючи від тропіка Козерога між містами Гладстон і Бундаберг до протоки Торреса, що відокремлює Австралію від Нової Гвінеї. Загальна площа — 348 698 км². У північній частині має ширину близько 2 км, у південній — 152 км. На півдні віддалена від берега на 300 км, а далі на північ, біля мису Мелвілла, наближається до материка на відстань до 32 км. Складається з мільярдів коралових поліпів. Найбільша споруда у світі, яку творять живі організми. Велика частина рифів перебуває під водою й оголюються під час відпливів.
Деякі рифи під впливом абразійно-акумулятивній діяльності моря перетворилися на коралові острови. Морський національний парк (площею понад 5 мільйонів га, заснований в 1979 році) включено до списку Всесвітньої спадщини ЮНЕСКО. Важливим видом економічної діяльності в регіоні є туризм, який дає близько 3 мільярдів доларів США на рік.

## Геологія, географія та особливості
Історія Великого Бар'єрного рифу налічує близько 18 мільйонів років. Сучасна історія його розвитку триває близько 8000 років. На старому фундаменті з'являються нові пласти.
Десятки мільйонів років тому Східна Австралія пережила період тектонічного підняття, який пересунув вододіл на 400 км вглиб Квінсленду. На той час у Квінсленді відбувалося виверження вулканів, які відділили центральну частину щита від вулканів і базальтових потоків. Деякі з цих гранітних відслонень стали вулканічними островами. Результатом цих геологічних процесів стало формування басейну Коралового моря близько 50 мільйонів років тому. Однак на той час він перебував у високих широтах, де холодна вода не дозволяла розвиватися коралам. Починаючи від початку кайнозою Австралія рухається на північ зі швидкістю 7 см на рік. Перші 25 мільйонів років існування Коралового моря Австралія ще не досягла тропічних широт, сприятливих для утворення коралових рифів.
Історія розвитку Великого Бар'єрного Рифу є складною; пересування Квінсленду в тропічні води значною мірою впливало на зростання рифів і рівень моря змінився. Рифи можуть збільшуватися в діаметрі від 1 до 3 см на рік, і ростуть вертикально від 1 до 25 см на рік. Крім того, вони ростуть лише на глибинах до 150 метрів, що зумовлено потребою в сонячному світлі, і не можуть рости вище рівня моря. Коли край Квінсленду потрапив у тропічні води (24 млн років тому), деякі корали виросли, але утворення осаду збільшувалося з ерозією Великого Вододільного хребта; створення дельт річок, мулу і турбідітів, непридатних умов для росту коралів. 10 мільйонів років тому, рівень моря значно знизився, що надалі сприяло відкладанню осадів. Субстрат рифів можливо піднявся за рахунок осадів, поки його край був занадто далеко до зупинки осадом росту коралів. Крім того, близько 400 000 років тому, був особливо теплий міжльодовиковий період із вищим рівнем моря й іншими температурами. Землі, які утворили основу Великого Бар'єрного рифу були прибережними рівнинами, які формувалися з зруйнованого осаду Великого Вододільного хребта з деяких великих пагорбів (деякі з них були залишками старих рифів або вулканів).

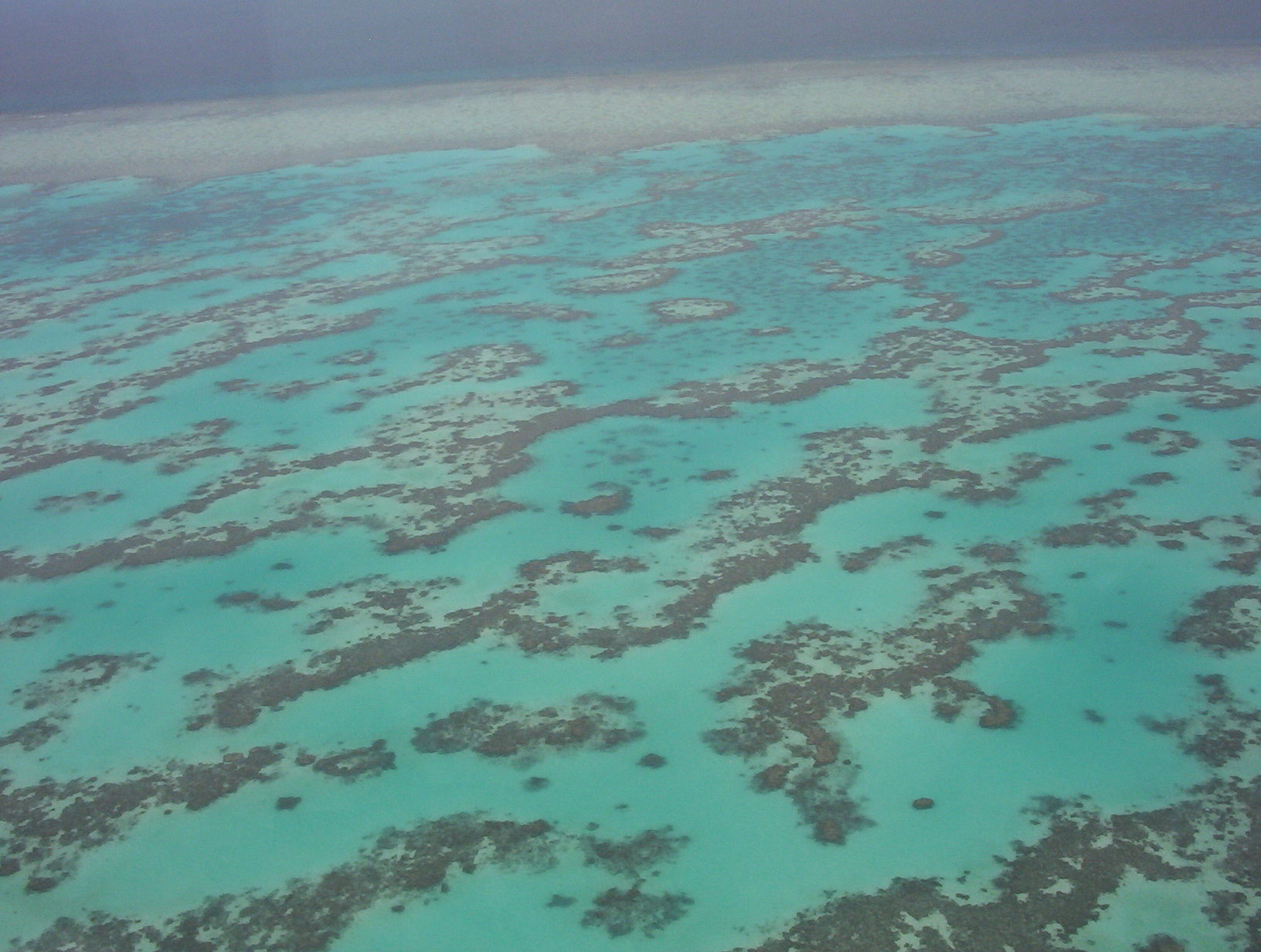
Вид на бар'єрний риф з гелікоптера

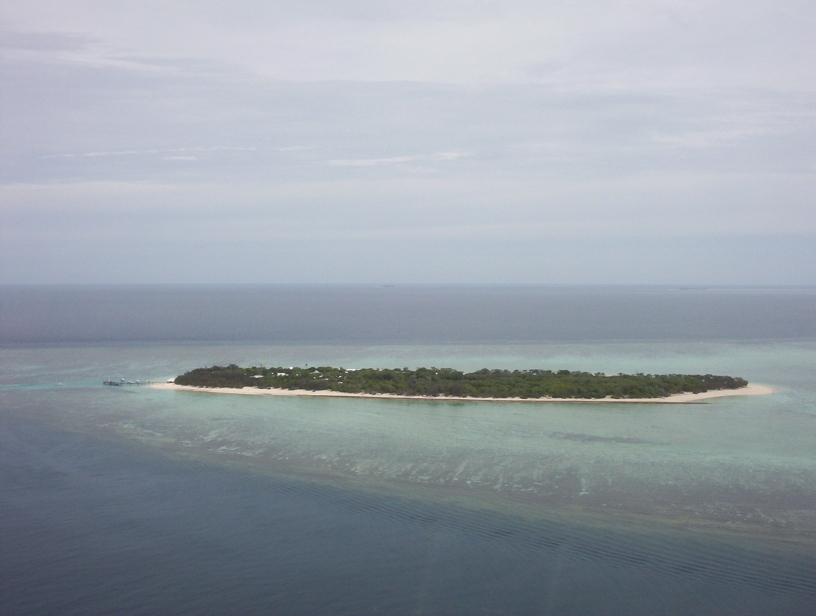
Острів Герон, кораловий риф на півдні Великого Бар'єрного Рифу

З 20 000 років тому до 6000 років тому рівень моря неухильно зростав. Оскільки він виріс, корали могли рости вище, на пагорбах прибережних рівнин. Приблизно 13 000 років тому рівень моря був всього на 60 метрів нижче, ніж сьогодні, і корали почали рости навколо пагорбів прибережних рівнин, які були, до того часу, континентальними островами. Через те, що рівень моря збільшувався, більшість континентальних островів пішли під воду. Корали могли потім перерости пагорби у вигляді справжніх рифів. Рівень моря тут не значно збільшився в останні 6000 років. Рештки давнього бар'єрного рифу, схожі на Великий Бар'єрний Риф, можна знайти в Кімберлі, північному регіоні Західної Австралії.
Великий Бар'єрний риф утворився вздовж стійкої шельфової платформи, де невелика глибина і незначні пересування земної поверхні дозволили сформуватися великим колоніям рифоутворюючих коралів. Рифоутворюючі корали можуть розвиватися тільки в теплій, прозорій морській воді, причому великий вплив на їх ріст надають підйоми і пониження рівня моря.
Уразливість екосистем коралових рифів пояснюється тим, що для зростання коралів необхідні особливі умови. Температура води не повинна бути нижче 17,5 °C (ідеальна температура 22-27 °C) — це пояснює, чому Великий Бар'єрний риф не поширився в південному напрямку далі тропіка Козерога. Вода, у якій ростуть корали, повинна мати певну солоність, тому риф закінчується біля узбережжя Нової Гвінеї, де річка Флай виносить в океан велику кількість прісної води.
Районна Всесвітня Спадщина Великого Бар'єрного Рифу розділена на 70 біорегіонів, з яких 30 — рифові біорегіони. У північній частині Великого Бар'єрного рифу утворюються стрічкові рифи і дельтоподібні рифи; ці структури не зустрічаються в інших системах рифів. В системі нема атолів і рифи властиві материку рідкісні.
Крайові рифи розподілені широко, але найпоширеніші у південній частині Великого Бар'єрного рифу, де прилягають до високих островів, наприклад, островів св. Трійці. Лагунні рифи розташовані в південній частині Великого Бар'єрного рифу, і далі на північ, біля берегів затоки Принцеси Шарлотти. Коралові рифи є найпоширенішою формою рифу в середині системи. Коралові рифи також розташовані далеко на північ від морського парку Великий Бар'єрний риф. Плоскі рифи є в північній і південній частині, неподалік півострова Кейп-Йорк, принцеси Шарлотти-Бей і Кернс. Більшість островів рифу знаходяться під плоскими рифами.
Основна частина рифу охоплює більше 2100 окремих рифів, що оточені майже 540 бар'єрами, котрі утворюють прибережні острови. У своїй середній частині рифи розсіяні, а на півночі й півдні вони розташовані неподалік один від одного. У північній частині, де ростуть мангрові ліси, є багато боліт. Між Великим Бар'єрним рифом та узбережжям простягається лагуна. У цьому районі мілин глибина рідко перевищує 100 метрів.
З боку моря схили рифу стрімко падають на тисячі метрів у глибину моря. Бар'єр у цьому місці піддається впливу хвиль і вітрів. Ріст коралів тут найшвидший, в той час як у місцях, де хвилі й температури досягають екстремальних значень, рифи втрачають найбільшу кількість будівельного матеріалу. Більша частина вільного матеріалу знову вплітається в рифи й утворює «нові скелі». Таким чином, на рифі постійно відбуваються процеси руйнування й подальшого відновлення.

## Біоценоз

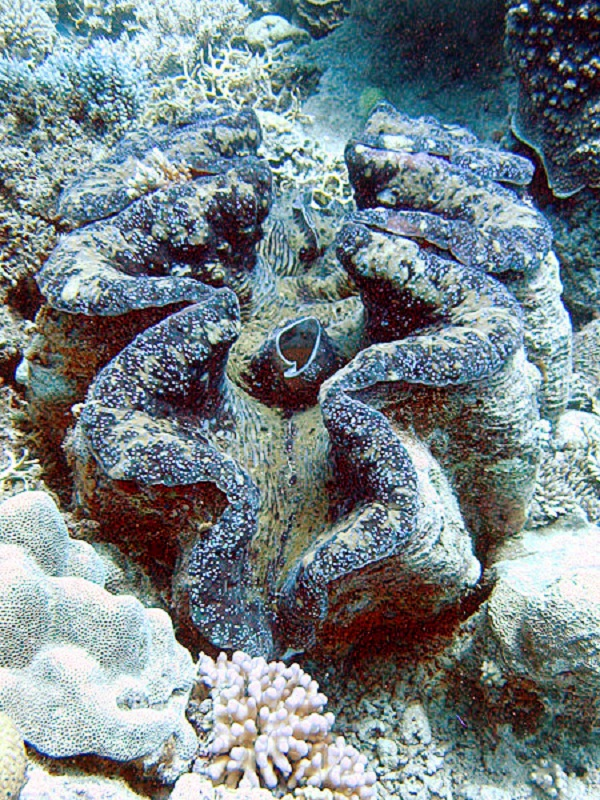
Гігантський молюск тридакна Великого Бар'єрного рифу

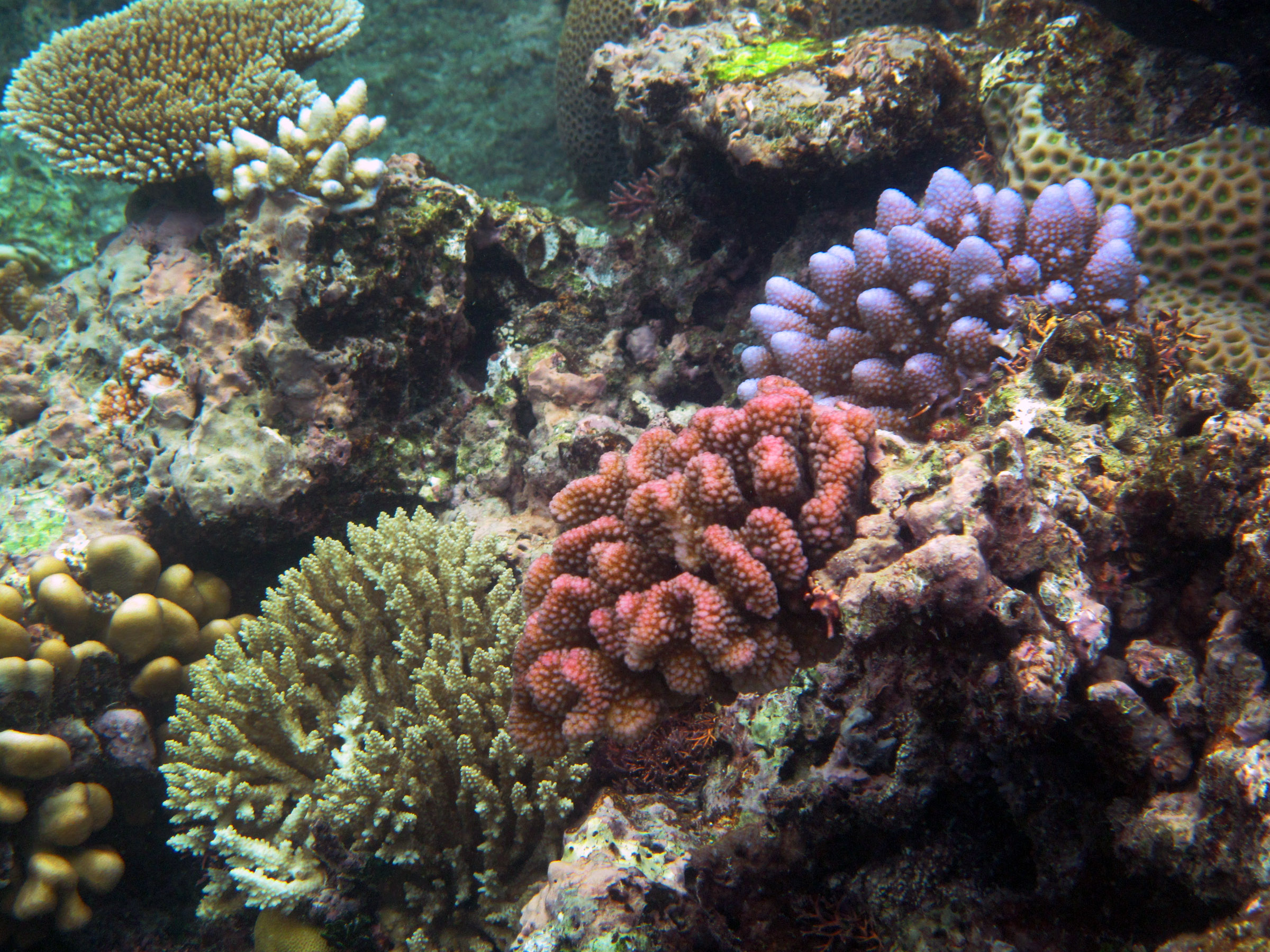
Корали Великого Бар'єрного Рифу

Різноманітність кольорових коралів

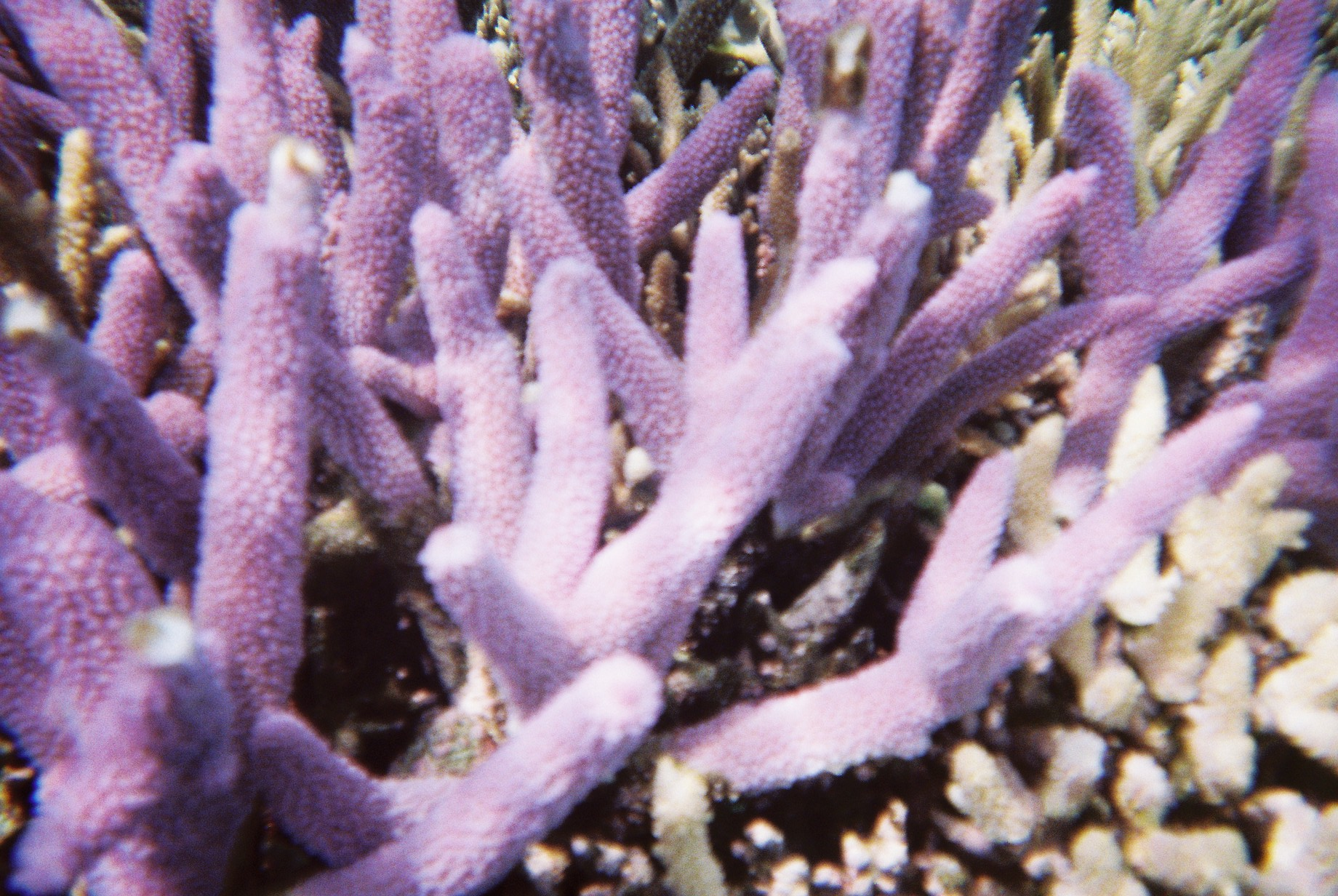
Корали

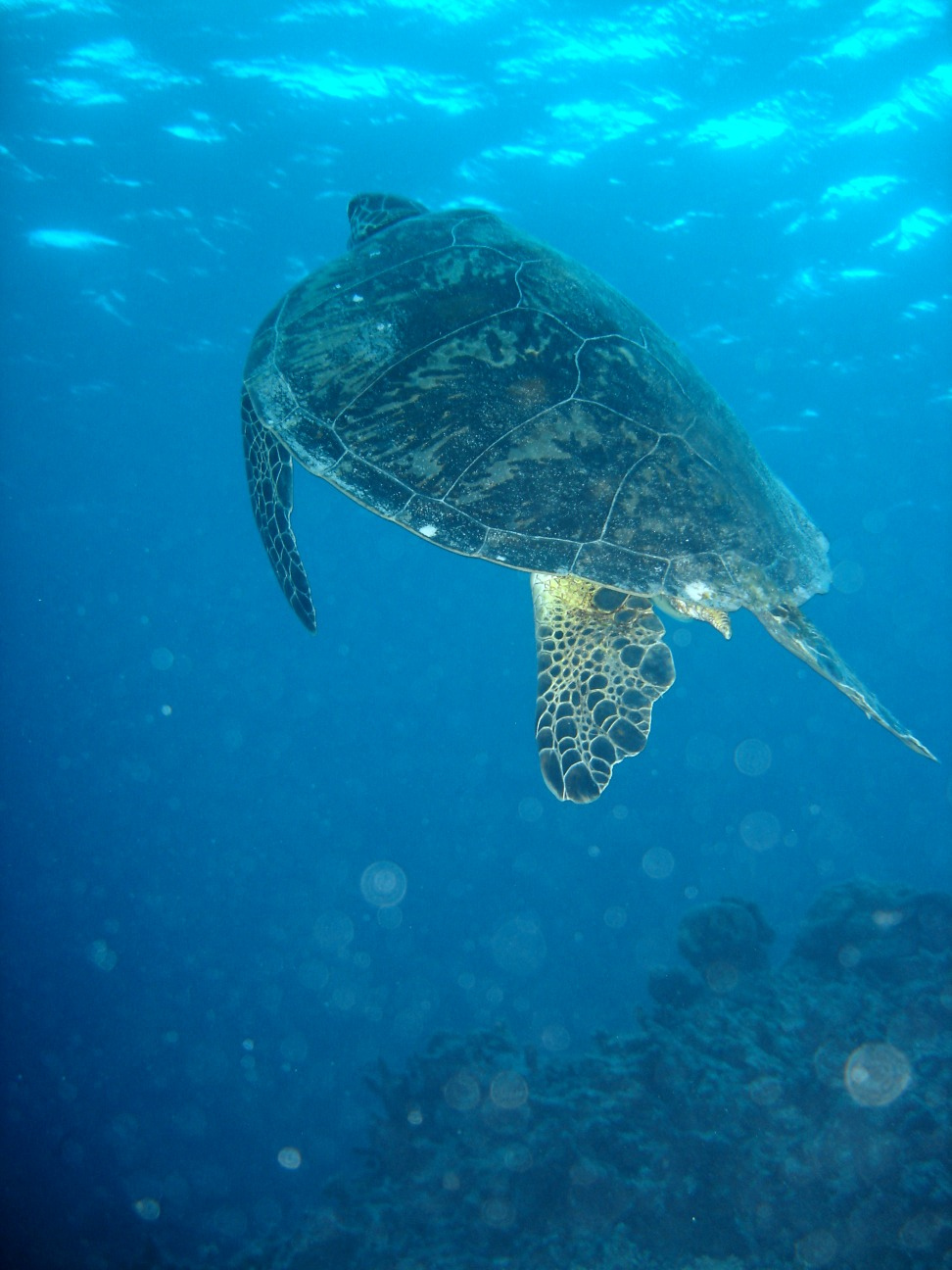
Зелена морська черепаха

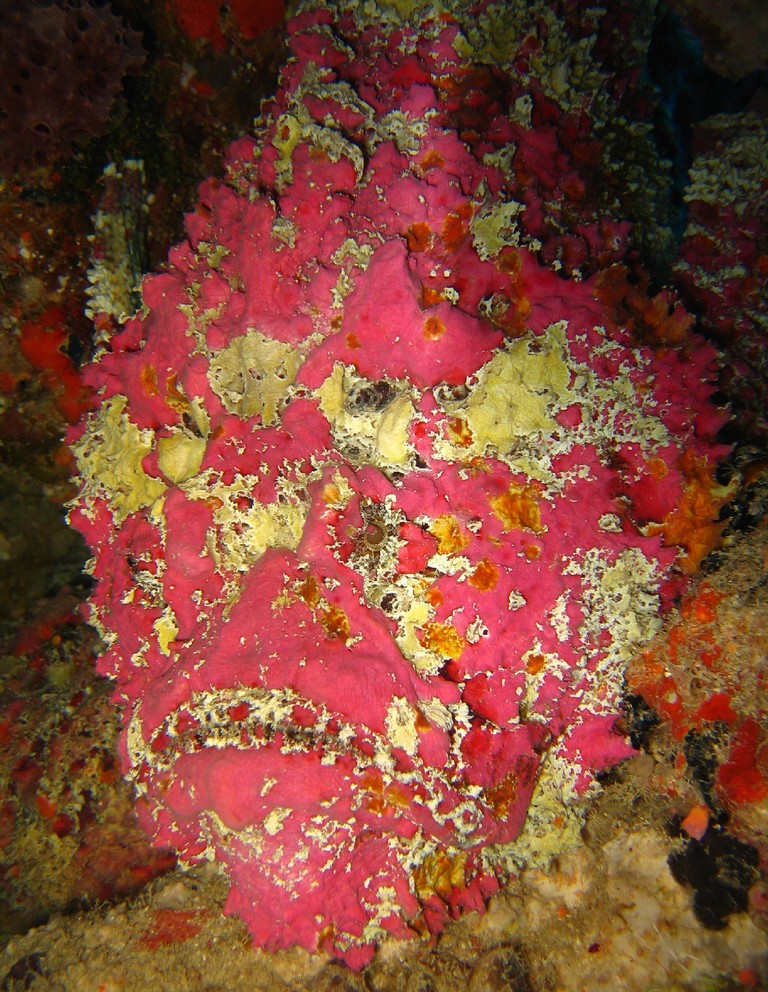
Кам'яна риба

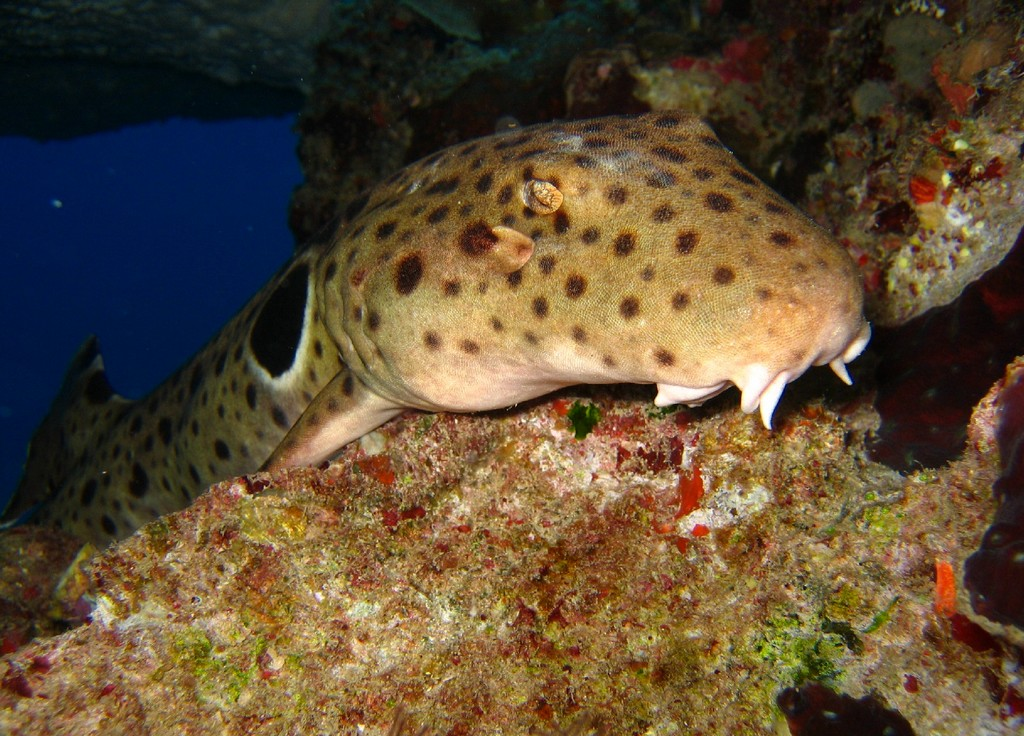
Еполітова акула

Великий Бар'єрний риф є найбільшою у світі екосистемою, оскільки являє собою колонію коралових поліпів. Розвиток цієї екосистеми залежить від умов, що склалися в неглибоких, багатих сонячним світлом водах неподалік від узбережжя. Над поверхнею підносяться коралові острови, що сформувалися за мільйони років із залишків коралових поліпів.
Тут мешкає більше 400 видів коралів. Більшість з них належить до твердих коралів — грибоподібні корали, корали-мозковики тощо. Забарвлення даних коралів може бути від червоного до темно-жовтого. Зустрічаються м'які корали, у яких вапняковий скелет відсутній, замість нього в їх тканинах є невеликі, тверді кристалічні структури, які називають склерита. Більшість м'яких коралів належать до 36 родів. Поширені горгонарії (Gorgonacea), які крім склеритів, мають також вторинний скелет з твердої і гнучкої речовини — горгоніна. Більшість горгонарій Великого Бар'єрного рифу відрізняються яскравим забарвленням, що пояснюється присутністю в їх тканинах пігментів і крихітних склеритів. Найпоширеніші кольори — жовтий, різні відтінки червоного, від оранжевого до коричневого, іноді білі, бузково-пурпурні. До горгонарій належать також так звані чорні корали, що зазвичай ростуть на глибинах більше 20 метрів. Вони тривалий час використовувалися як прикраси.
Крім коралів, на рифі живуть більше 4000 видів молюсків, від равликів до гігантських метрових двостулкових тридактн, а також губки, актинії, раки, краби, морські зірки, морські їжаки.
Є принаймні 330 видів асцидій на рифі діаметром 1-10 см. 300—500 видів моховаток живуть на рифі.
500 видів морських водоростей живуть на рифі, включаючи 30 видів роду Halimeda. 15 видів морської трави приваблюють дюгонів, черепах, і забезпечують перебування риб. Найпоширенішими родами морської трави є Halophila і Halodule.
На поверхні рифу було знайдено близько 5000 видів молюсків, зокрема гігантських, різноманітних голожаберних та конусоподібних равликів, харон, тритонів. Тут живе також величезна кількість ракоподібних: крабів, креветок, лангустів і омарів, а також восьминоги і кальмари. Навіть невеликий риф дає притулок приблизно сотні різних видів креветок і крабів. Зустрічається тут і смертельно небезпечні для людини синьокільчасті восьминоги (Hapalochlaena), розміри яких не перевищують 15 см. Зареєстровано сорок дев'ять видів морських голок і дев'ять видів морських коників[джерело?]. На рифах живуть близько 125 видів акул, скатів і химер.
На Великому Бар'єрному рифі мешкає близько 1500 видів морських риб. Кількість видів справжніх рифових риб, максимально пристосованих до життя саме в цій екосистемі — близько 500. Тут мешкає найбільша риба на Землі — китова акула, безліч видів риб-папуг, кузовків, риб-метеликів, мурен і багато інших. А також губан, скалозуб, морська собачка, їжак-риба, кардинал і риба-муха. Крім них водяться тут морські окуні, скати й акули, групери, морські щуки, червоний окунь, червоногорлий імператор, кілька видів снеперів і коралової форелі тощо. Сорок дев'ять масових видів ікри, а вісімдесят чотири інших видів ікри[джерело?].
На Великому Бар'єрному рифі живуть близько 17 видів морських змій. Вони поширеніші у південній, аніж в північній частині, у теплих водах на глибині до 50 метрів.
Острови Південного Рифу — місце розмноження морських черепах. У водах рифу зустрічаються шість із семи видів, і всі вони перебувають під загрозою зникнення. Це зелена морська черепаха, шкіряста морська черепаха, черепаха Хоксбіла, черепаха Логгергед, плоскоспинна черепаха й оливкова черепаха Рідлі. Серед зелених морських черепах у районі Великого Бар'єрного рифа є дві генетично різні популяції: одна — у північній частині рифу, а інша — у південній частині.
Морські крокодили живуть у мангрових лісах і солоних болотах на узбережжі біля рифу.
У районі Великого Бар'єрного рифу було зареєстровано 30 видів китів, морських свиней (зокрема малий смугастик) і горбатих китів, а також безліч дельфінів, включаючи касаток)[джерело?]. Води навколо рифу є зоною розмноження китів-горбачів, яких часто можна бачити тут із червня по серпень. Там живуть великі популяції дюгонів.
Щонайменше сім видів жаб заселяють острови.
240 видів птахів (зокрема 22 види морських птахів і 32 види куликів) відвідують риф чи гніздяться на островах. Континентальні острови — місця гніздування величезних пташиних колоній, куди злітаються буревісники, фаетони, фрегати, олуші, глупиші та різні види крячків. Більшість місць гніздування розташована на островах у північних та південних районах Великого Бар'єрного рифу, з 1,4-1,7 мільйонів птахів, які використовують ділянки для розмноження. На рифі зустрічаються також білочеревий орлан (Haliaeetus leucogaster) і скопа.
Острови Великого Бар'єрного рифу також містять 2195 відомих видів рослин; три з них є ендеміками. Північні острови мають 300—350 видів рослин, переважно дерев, у той час як південні острови — 200, здебільшого трав'янистих; регіон св. Трійці є найрізноманітнішим, підтримуючи 1141 видів[джерело?]. Рослини поширюються птахами.

## Екологічні загрози
На Великий Бар'єрний риф впливає велика кількість факторів: знижена якість води стоку, коливання солоності, циклічні спалахи кількості зірки тернового вінця, надмірний вилов риби, що порушує харчовий ланцюг, шляхи кораблів, які можуть призвести до розливів нафти, що також пошкоджують риф. Наприкінці березня 2016 року вчені заявили про виявлення ознак загибелі коралів великого бар'єрного рифу.

### Якість води

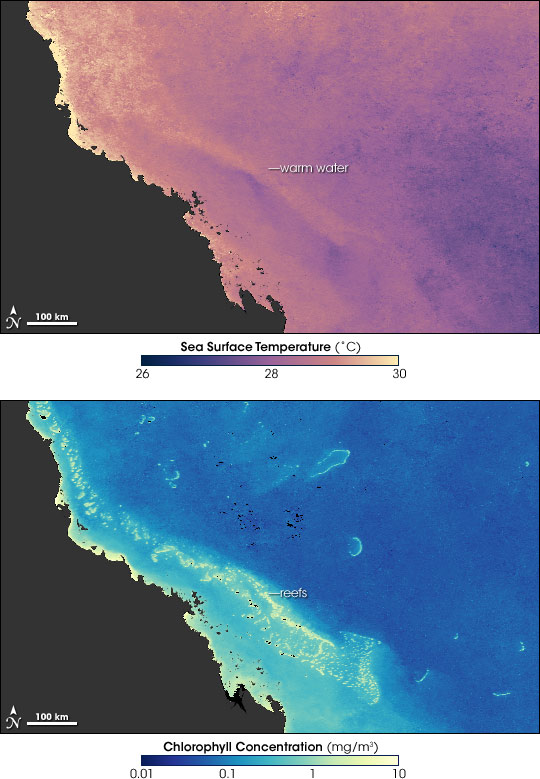
Температура моря і відбілювання Великого Бар'єрного Рифу

Якість води була вперше виявлена як загроза для Великого Бар'єрного рифу у 1989 році[джерело?]. 30 великих річок і сотні дрібних потоків становлять водозбір Великого Бар'єрного Рифу, який охоплює площу 423 000 км². Є багато основних факторів якості води, що впливають на коралові рифи, включаючи температуру води, солоність, поживні речовини, концентрацію осаду і пестициди. Через широке використання людиною води, близько 700 з 3000 рифів перебувають у зоні ризику, де якість води знизилася через випадання кислих опадів і скидання хімічних відходів сільського господарства, а також розвиток прибережної зони і втрату прибережних заболочених угідь, які є природними фільтрами. Добрива мають важливе значення для підвищення продуктивності. Однак, добрива і побічні продукти з цукрової тростини стікають у лагуни Великого Бар'єрного рифу. Основною сільськогосподарською діяльністю є вирощування цукрової тростини у вологих тропіках і випас худоби в посушливих районах тропіків. Вони є значними факторами, що впливають на якість води. Мідь, основний індустріальний забрудник у водах Великого Бар'єрного рифу, заважає розвитку коралових поліпів. Повені інколи пов'язані з підвищенням рівню азоту і фосфору. У лютому 2007 року через мусонну кліматичну систему, завихрення стоку досягнуло крайніх регіонів рифу.
Ферми дуже забруднюють воду внаслідок надмірного випасу худоби, надмірного використання добрив і пестицидів. Забруднення збільшилось на 800 % і неорганічних забруднень азоту на 3 000 % з моменту введення європейських методів ведення сільського господарства на австралійське узбережжя[джерело?].
Було висловлено припущення, що низька якість води через надлишкові поживні речовини сприяє поширенню інфекційних захворювань серед коралів. У цілому, Великий Бар'єрний риф має низький процент коралових захворювань. Довгострокова програма моніторингу виявила збільшення випадків коралових захворювань у період 1999–2002 років, представники програми моніторингу стверджують, що коралові захворювання викликані антропогенним забрудненням.
Підвищені концентрації поживних речовин впливають на коралові спільноти і в екстремальних умовах можуть призвести до краху. Це також впливає на корали шляхом підтримання фітопланктону, що збільшує число організмів-фільтраторів, які конкурують за місце. Надмірний перехід осаду від землі до коралів може призвести до руйнування рифів шляхом поховання, порушення розмноження тощо. Осад впливає на корали, придушуючи їх, коли частки осідають, зменшуючи освітленість і потенційно знижуючи фотосинтез і ріст. Коралові рифи існують у морській воді солоністю від 25 до 42 ‰. Солоність впливає на корали збільшуючи інші, пов'язані з повенями, стреси.
Інша загроза — це ґрунт та мул з розораних полів та вирубаних лісів, що змиваються у річки і виносяться у море. Мул замутнює воду і заважає сонячним променям досягати до рослиноподібних протистів, від яких залежать коралові поліпи.

### Зміна клімату
Більшість людей вважають, що найсерйознішою загрозою для Великого Бар'єрного рифу й інших тропічних рифів планети є зміна клімату, головним чином — глобальне потепління та вплив Ель-Ніньйо. Багато коралів Великого Бар'єрного Рифу, після змін у довкіллі живуть на верхній межі їх температурної пристосованості, як показало масове знебарвлення коралів влітку 1998, 2002 і 2006 років. У лютому 2007 року, поточна загроза масового знебарвлення коралів була оцінена як «низька».
Як було показано в 1998, 2002, 2006 та в усіх інших, до 2016 роках, корали виселяють свої фотосинтезуючі зооксантели (які забезпечують до 90 % потреб коралів у енергії) і перетворюються на безбарвні, білі скелети з карбонату кальцію. На цьому етапі корал ще живий, і якщо вода охолоне, корал може відновити свою зооксантелу. Однак, якщо вода не стане прохолоднішою протягом приблизно місяця, корали вмирають від голоду. Австралія пережила найтепліший рік у 2005 році. Аномально високі температури морської води влітку 2005—2006 викликали масове знебарвлення коралів.
Глобальне потепління, можливо, викликало крах рифів у тропіках. Тенденція до зростання температури призводить до набагато більшого знебарвлення коралів. Швидкість, з якою відбувається масове знебарвлення, за оцінками, набагато більша, ніж рифи можуть оговтатися або пристосуватися до цього.
Зміна клімату та глобальне потепління є однією з найсерйозніших загроз для рифу. Підвищення температури від двох до трьох градусів за Цельсієм приведе до того, що 97 % Великого бар'єрного рифу кожен рік буде відбілюватися. Підвищення температури на три градуси може привести до спільної загибелі коралів. У квітні 2017 року за даними аерофотозйомки було встановлено, що дві третини рифу вже втратили колір.
Зміна клімату впливає на інші форми життя Великого Бар'єрного рифу, діапазон температур приводить деяких риб до пошуку нових областей проживання, тим самим викликаючи смертність пташенят морських птахів, які полюють на рибу. Крім того, у морських черепах, високі температури означають, що співвідношення статей буде змінюватися. Проживання морських черепах буде також скорочуватися.

### Зірка терновий вінець

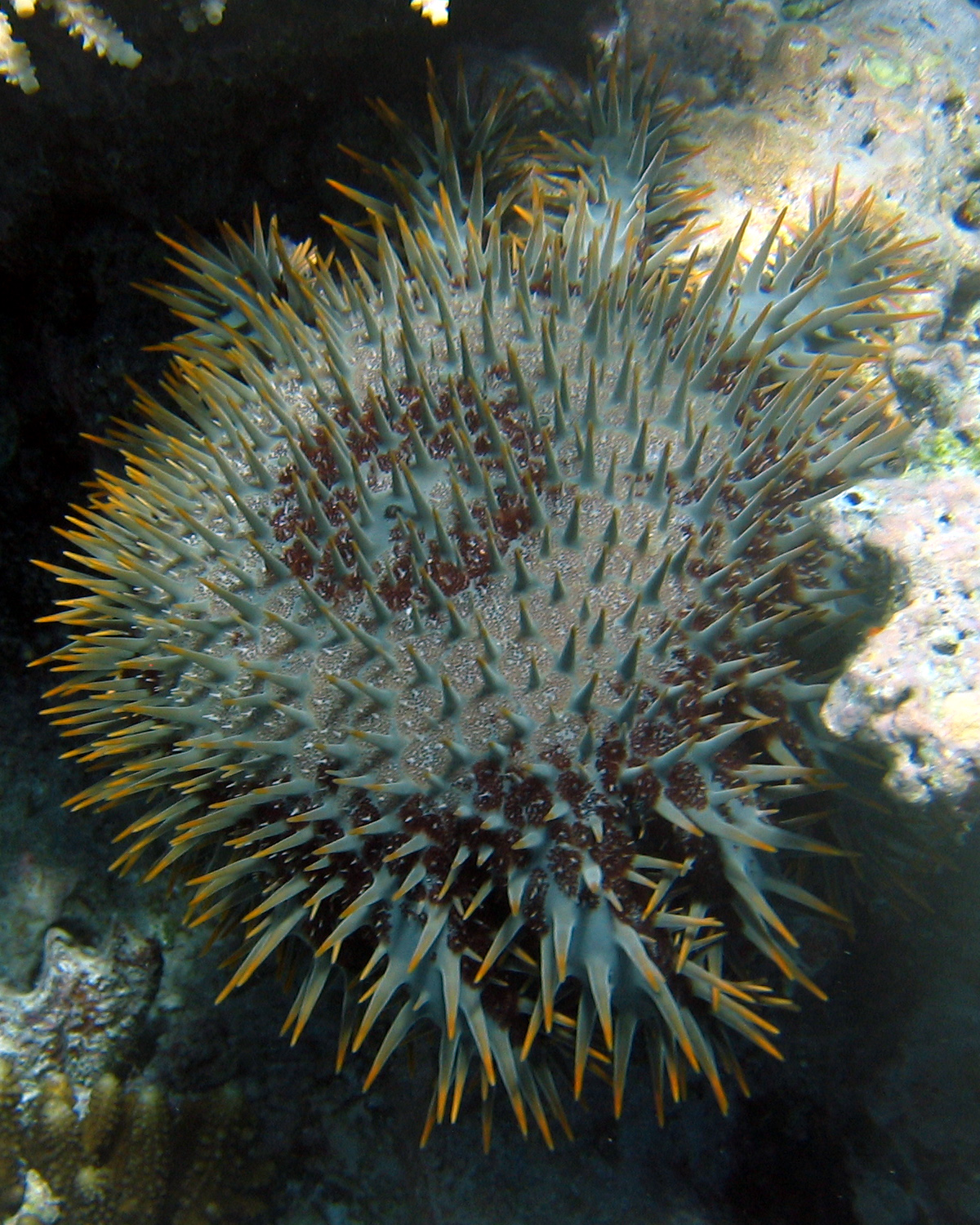
Морська зірка терновий вінець

Величезна морська зірка з численними щупальцями виявилася страшним ворогом коралових поліпів. Вона вкрита численними гострими голками завдовжки до 3 см. Уколи голок для людини дуже болючі і викликають сильне отруєння. Приклеюючись до коралів, терновий вінець випускає в отвори коралових будиночків травний сік і перетравлює поліпів, залишаючи за собою мертву зону. Дорослий організм цього виду може з'їсти до шести квадратних метрів рифів протягом одного року. Великі спалахи цих зірок можуть згубно позначатися на рифах. 2000 року спалах сприяв втраті 66 % коралового покриву на окремих рифах. Хоча великі спалахи цих морських зірок, як вважається, відбуваються природними циклами, діяльність людини в і навколо Великого Бар'єрного рифу може погіршити ефект. Зниження якості води, пов'язане з сільським господарством, може викликати розквіт личинок тернового вінця. Вилов її природних хижаків також сприяє збільшенню кількості тернового вінця. Спалахом вважають наявність більш ніж 30 дорослих морських зірок на площі 1 га[джерело?].
Надмірне збільшення числа цих раніше досить рідкісних пожирачів поліпів, як виявилося, було пов'язано з зникненням в багатьох місцях Великого Бар'єрного рифу їх природних ворогів — хижих равликів-тритонів. Через великі красиві раковини мисливці за сувенірами тоннами збирали тритонів для продажу туристам[джерело?]. Зараз полювання на равликів-тритонів заборонено, з терновим вінцем ведуть боротьбу аквалангісти, і потроху природна рівновага на рифі відновлюється[джерело?].

### Риболовля
Ловля ключових видів, таких як гігантський тритон і акула, може викликати порушення в життєво важливих ланцюгах харчування на рифі. Риболовля також впливає на риф шляхом збільшення забруднення із суден, перелов небажаних видів (таких як дельфіни і черепахи) і знищення середовища рифу. Перелов популяції травоїдних може призвести до зростання водоростей на рифі. Наприклад, риба-кажан (Platax pinnatus) значно скорочує зростання водоростей. Станом на 1 липня 2004 року, приблизно одна третина парку Великий Бар'єрний риф захищена від рибальства без письмового дозволу абощо. Проте браконьєрство відоме у цих не заповідних зонах.

### Перевезення вантажів

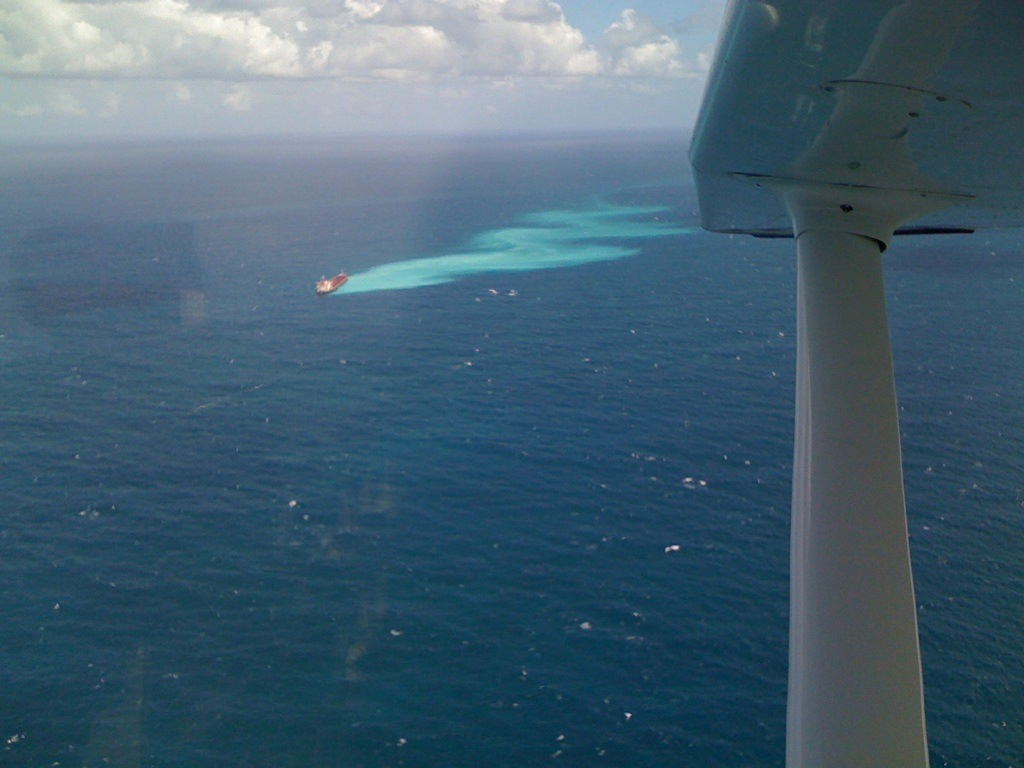
Shen Neng 1 на мілині в районі Великого Бар'єрного Рифу, 5 квітня 2010 року

Аварії під час перевезення вантажів також невідкладно стосуються, оскільки кілька комерційних судноплавних маршрутів проходить через Великий Бар'єрний риф. Близько 6000 суден, завдовжки понад 50 метрів, використовують Великий Бар'єрний риф як маршрут. Із 1985 по 2001 рік, було 11 зіткнень і 20 сідань на мілину на внутрішньому маршруті Великого Бар'єрного Рифу. Основною причиною аварій під час перевезення вантажів на Великому Бар'єрному Рифі є людський фактор.
Хоча маршрут через Великий Бар'єрний Риф не легкий, капітани кораблів вважають його безпечнішим, ніж зовні рифу, на випадок механічного пошкодження, оскільки судно може безпечно стояти під час ремонту. 75 % всіх суден, які проходять поблизу Великого Бар'єрного рифу, використовують внутрішній маршрут. Відомо більше 1600 корабельних аварій в регіоні Великого Бар'єрного рифу[джерело?]. Зокрема, у квітні 2010 року, балкер з вугіллям сів на мілину в районі Великого Бар'єрного рифу (див. на фото розділу).
В ООН особливо стурбовані розширенням вугільної промисловості уздовж узбережжя штату Квінсленд, що у безпосередній близькості до рифу.
Відходи та ін., які скидаються в баластних водах з суден (при очищенні процедури не дотримуються) є біологічною небезпекою для Великого Бар'єрного рифу. Трибутилолові (ТПВ) сполуки, які містяться в деяких фарбах проти обростання на корпусах суден, просочуються в морську воду і є токсичними для морських організмів і людини; докладаються зусилля з обмеження їх застосування[джерело?].

### Нафта

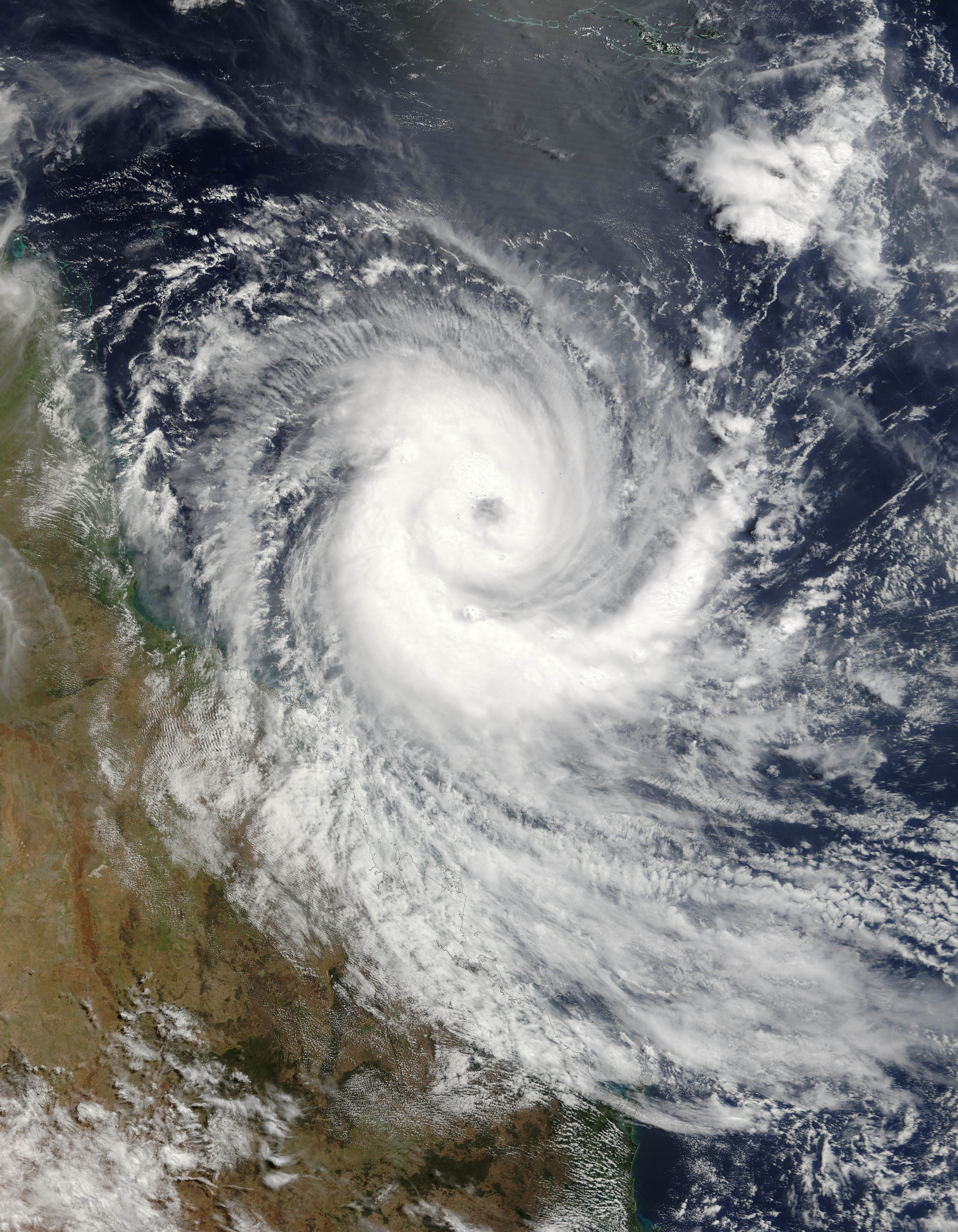
Тропічний циклон Ларрі над Великим Бар'єрним рифом 19 березня 2006 року

Вважали, що під Великим Бар'єрним рифом наявні поклади нафти.
Наприкінці 1960-х, більше розвідувальних свердловин було пробурено близько Рек-Айленд в каналі Козерога, і біля острова Дарнлі в протоці Торреса, але «всі результати були сухими».
1970 року, відповідаючи на стурбованість з приводу розливів нафти, дві Королівські комісії наказали припинити видобуток нафти. Після Королівських комісій, федеральний уряд та уряди штатів припинили дозволяти нафтове буріння на Великому Бар'єрному рифі. Дослідження 1990 року дійшло до висновку, що риф занадто молодий, щоб утримувати запаси нафти. Буріння нафтових свердловин на Великому Бар'єрному рифі залишається забороненим, однак розливи нафти на морських шляхах все ще загрожують рифовій системі, загалом зафіксовано 282 розливів нафти у період 1987—2002 років[джерело?].

### Тропічні циклони
Тропічні циклони є однією з причин екологічних порушень на Великому Бар'єрному рифі. Пошкодження, викликані тропічними циклонами на Великий Бар'єрний риф різноманітні, зокрема фрагментація і зниження солоності через наступні сильні дощі (тропічний циклон Joy). З 1910—1999, 170 циклонів пройшли біля або через Великий Бар'єрний риф. Більшість циклонів проходять через Великий Бар'єрний риф за день.
У цілому, компактні корали, такі як Porites житимуть краще, ніж розгалужені корали під умовами циклону. Основні ушкодження, викликані тропічним циклоном Ларрі, були базовані на структурі рифів, поламці і переміщенню коралів. Серйозні тропічні циклони вражають узбережжя Квінсленду кожні 200—300 років; проте, в період 1969—1999 більшість циклонів в регіоні були дуже слабкими[джерело?].
2 лютого 2011, сильний тропічний циклон Ясси вдарив на північний Квінсленд і завдав серйозної шкоди в районі Великого Бар'єрного рифа. Можуть пройти десятиріччя, доки риф повністю відновиться.

## Використання людиною
Великий Бар'єрний риф вже давно був відомий, і використовувався австралійськими аборигенами і жителями островів протоки Торреса. Австралійські аборигени живуть в цьому районі, принаймні 40 000 років, а острів'яни протоки Торреса, близько 10 000 років[джерело?]. Для них рифи також відігравали важливі культурні функції.
У 1768 році Луї де Бугенвіль виявив рифи під час дослідницької поїздки, але не вимагав цей район для Франції. 11 червня 1770 року, «Індевор», капітаном якого був дослідник Джеймс Кук, сів на мілину поблизу Великого Бар'єрного рифу, отримавши значні пошкодження. Пізніше вони врятувалися. Одним з найвідоміших затонулих кораблів був «Пандора», який затонув 29 серпня 1791. Музей Квінсленду вів археологічні розкопки на «Пандорі» з 1983 року. Оскільки риф не мав атолів, він був значною мірою невивченим у XIX сторіччі. У цей час, на деяких островах рифу було знайдено родовища гуано. У 1922 році, Комітет Великого Бар'єрного рифу взявся за здійснення досліджень на рифі.

### Морський парк
До складу морського парку Великого Бар'єрного рифу входить не весь Великий Бар'єрний риф. Частково він перебуває в партнерстві з урядом штату Квінсленд[джерело?].
1999 року австралійський парламент ухвалив Закон про захист довкілля і збереження біорізноманіття, який поліпшив функціонування національного природоохоронного законодавства шляхом надання рекомендацій про регіональні пріоритети збереження біорізноманіття. Як і охоронні райони на суходолі, морські заповідники створюються заради збереження біологічного різноманіття для майбутніх поколінь.
2001 року GBRMPA видала доповідь про зниження якості води в районі Великого Бар'єрного рифа і деталізувала важливість цього питання. Зниження якості води за останні 150 років сприяло знебарвленню коралів, водоростей і забрудненню пестицидами. Ці форми забруднення зробили риф вразливим до змін клімату. До 2020 року сподіваються, що якість води, яка надходить у рифи, поліпшиться настільки, що не матиме згубного впливу на Великий Бар'єрний риф. Для досягнення цієї мети вирішено скоротити кількість забруднюючих речовин у воді, що надходить до рифів.
Сьогодні весь Великий Бар'єрний риф оголошено морським парком, а 1981 року його внесено до Світової спадщини ЮНЕСКО. Всю акваторію та острови поділено на шість зон доступності. Зона найсуворішого контролю зберігається для наукових досліджень. Найдоступніша — зона загального використання, тут дозволено траловий лов, судноплавство та інші види помірної експлуатації природних ресурсів, такі як туризм, продаж коралів тощо.

### Туризм
Завдяки величезному біорізноманіттю, теплій чистій воді й доступності для туристичних кораблів, риф є дуже популярним місцем, особливо для дайверів. Туризм на Великому Бар'єрному рифі зосереджений у Вітсандей й Кернсі, через їх доступність. Ці області становлять 7 % території парку. У багатьох містах на узбережжі Квінсленду пропонуються щоденні поїздки суднами. Кілька континентальних і коралових островів тепер є курортами, зокрема незаймані острови Леді Еліот. 1996 року 27 островів на Великому Бар'єрному рифі були курортами.
Головним видом туризму в регіоні з 1996 року є внутрішній, переважно під час австралійської зими.
За оцінками 2003 року, туризм в Великому Бар'єрному рифі дає більше, ніж $ 4 млрд щорічно[джерело?]. Щороку приблизно два мільйони людей відвідують Великий Бар'єрний риф. Хоча більшість з цих візитів управляються в партнерстві з морською індустрією туризму, поширюється занепокоєння, що туризм є шкідливим для Великого Бар'єрного рифу.
Різноманітні тури та круїзи пропонують поїздки. Розміри суден варіюють від човна до супер-яхт. Човни з прозорим дном та підводні обсерваторії, такі ж популярні, як і польоти на вертольотах. Досі найпопулярнішою туристичною діяльністю в районі Великого Бар'єрного рифу є підводне плавання і дайвінг, для яких використовуються понтони, часто район закритий для рибальських сіток. Зовнішня частина Великого Бар'єрного рифу сприяє такій діяльності, через якість води. Управління туризму Великого Бар'єрного рифу спрямоване на створення екологічно сталого туризму. Щоденний збір йде на дослідження Великого бар'єрного рифу. Стратегія на круїзних суднах — закріплення меж руху на Великому Бар'єрному рифі.
Однак екосистема Великого Бар'єрного рифу настільки вразлива, що на всій його протяжності заборонено будь-які гірничі роботи, видобуток нафти і газу, а також комерційне підводне полювання як з аквалангом, так і без нього.
Туристи можуть відвідувати лише певні, спеціально обрані для цього острови. Ціна поїздки залежить від рівня забезпечуваного комфорту. Острови Лізард і Хеймен, наприклад, прирівняні до п'ятизіркових готелів, і подорож на них коштує недешево, а на островах Вітсандей і Норт-Молл можна за невелику плату розбити намет у відведеному для цього місці. На островах туристи повинні дотримуватися суворих правил. Під водою туристам не дозволяється торкатися рифів, і паркові доглядачі пояснюють відвідувачам, як отримати задоволення від занурення з аквалангом, не завдаючи шкоди навколишньому середовищу. Оскільки заселено лише кілька островів Великого рифу, виникають труднощі в забезпеченні житлом щораз більшого потоку туристів.

### Риболовля
Рибна промисловість в районі Великого Бар'єрного рифу, контрольована урядом Квінсленду, дає $ 1 млрд на рік. У ній зайнято близько 2000 осіб. Рибальство на Великому Бар'єрному рифі здійснюється в комерційних цілях, для відпочинку, а також є традиційним засобом для харчування сімей.